# Paul Dujardin (directeur)
 (avril 2013).
Pour les articles homonymes, voir Paul Dujardin et Dujardin.
Paul, chevalier Dujardin (né le 30 juin 1963) est historien. De 2002 à 2021, Dujardin a été directeur général du Palais des Beaux-Arts (BOZAR) de Bruxelles.

## Carrière
Paul Dujardin obtient une licence en histoire de l’art et archéologie à la Vrije Universiteit Brussel (1986) et un diplôme en sciences du management à la VLEKHO (1987). Il étudie également à l’université d’Oviedo, au Goethe-Institut et à la Freie Universität Berlin.
Il devient assistant du secrétaire général de la Fédération internationale des Jeunesses musicales. Avec Bernard Foccroulle et Claude Micheroux, il organise une série de séminaires en collaboration avec Les Jeunesses Musicales de la Communauté française. En 1988, il fonde le festival de musique contemporaine Ars Musica, dont il restera le coordinateur jusqu’en 1993.
En 1992, il devient directeur général de la Société philharmonique de Bruxelles et devient responsable de la direction artistique et de la programmation de l'Orchestre national de Belgique à Bruxelles. De 1996 à 2002, il représente la Société philharmonique de Bruxelles à la European Concert Hall Organisation (ECHO), une fédération internationale qui réunit les principaux centres artistiques européens.
En janvier 2002, Paul Dujardin devient administrateur délégué et directeur artistique du Palais des beaux-arts de Bruxelles. Le site web de son université dit de lui qu’il a « dépoussiéré le Palais des beaux-arts et en a fait une prestigieuse maison de la culture ouverte à tous ». Le mandat de Dujardin comme directeur général de BOZAR est contesté par le personnel et le syndicat. En 2018, ils déposent une motion de méfiance contre Dujardin et Albert Wastiaux,. Cette motion de méfiance est prolongée en mai 2019,, pour contester le renouvellement du mandat de Dujardin en tant directeur général du BOZAR,.

## Autres activités
Paul Dujardin a été ou est toujours le cofondateur ou l’administrateur de nombreuses organisations artistiques, comme la Fondation pour la Musique Euphonia (soutien aux jeunes talents créatifs), le Festival Jubilate, l’asbl Culture et Démocratie, l’Ensemble Ictus, La Jeune Philharmonie, la Fondation de Trente, l’asbl Mont des Arts, la Fondation Reine Élisabeth, dont l’objectif est de réunir les fondations musicales en un seul projet éducatif du plus haut niveau d’enseignement.
Il a été ou est l’administrateur ou le conseiller de Carta Moda, Brussels Biennial (2010), la Fondation Grumiaux, Musiques Présentes, la Fondation Spes, la Fondation belge de la Vocation, la Fondation Erasmus, le Muziekraad voor Vlaanderen-Unesco, les amis du Conservatoire royal de Bruxelles (section néerlandophone), la Cinémathèque royale de Belgique, le musée du cinéma, l’asbl Quartier des Arts, le Festival d'Été de Bruxelles, le Jeugdorkest van Brussel, la Belgian Wagner Association, le Centre belge de la bande dessinée, la Fondation européenne Yehudi Menuhin, le Bureau de la Jeune Peinture belge, la Chapelle musicale Reine Élisabeth, le Concours musical international Reine Élisabeth de Belgique, Venezia Viva.

## Distinctions Internationales
- Officier de l’Ordre de Mérite du Grand-Duché du Luxembourg en 2016
- Distinction décernée par le Gouvernement algérien en 2015
- Chevalier de l’ordre des Arts et des Lettres », décernée par la République française en 2015
- Commandeur de l’Ordre du mérite », décernée par la République du Congo en 2015
- Croix d’Officier de l’Ordre du Mérite de Hongrie », décernée en 2014
- Diplôme reconnaissant ses mérites » dans l’organisation de l’année Chopin en Belgique, décerné par l’Ambassadeur de Pologne, S.E. M. Slawomir Czarlewski en 2010
- Verdienstorden der Bundesrepublik Deutschland », décerné par le Président de la République fédérale d’Allemagne en 2010
- Order of Cultural Merit Hwagwan », décerné par S.E. le Président de la République de Corée en 2009
- Croix de mérite en Vermeil » pour services rendus à la vie culturelle du Luxembourg
- La Croix d’Honneur autrichienne pour la Science et l’Art Ière classe (2020)

## Distinctions Nationales
- Concession de noblesse héréditaire et du titre personnel de chevalier par le roi Albert II en 2009[1].
- Docteur honoris causa de l'Université libre de Bruxelles (2014)[8]
- Officier de l’Ordre de Léopold » en 2014
- Prix du Patrimoine culturel « Begian Building Awards » pour les travaux de rénovation au Palais des Beaux-Arts en 2008
- Premier lauréat du Prix Cera – Jeugd en Muziek Vlaanderen
- Sélectionné par le Vlaams Studie- en Documentatiecentrum voor vzw’s à l’occasion de l’élection du « Non-Profitmanager 1996

## MANDATS Internationaux
Depuis 2016 :
- Corresponding board Member of the Scientific Advisory Biard, Alpbach

Depuis 2015 :
- Ambassadeur de « The New Narrative », le projet du Parlement européen, et animateur du Comité culturel à la demande du Président de la Commission européenne José Manuel Barrosso en 2014 – deuxième mandat
- Président de la International Opera Academy
- Président de la Accademia delle Crete Senesi
- Conseilleur de Train World
- Ambassadeur du Troisième Paradis », choisi par Michelangelo Pistoletto en 2014, responsable de l’organisation annuelle du « Rebirth Day »

Depuis 2014 :
- Membre du conseil d’administration de la European Festival Association

Depuis 2013 : 
- Président du Executive Board du International Music Council – Unesco

Depuis 1996 : 
- Secrétaire et trésorier de la European Concert Hall Organisation
- Administrateur/conseiller :

Honorary Committee of the A.G. Ieventis Gallery
La Fondation européenne Yehudi Menuhin
Venzia Viva
BEPA, bureau des conseillers de politique européenne 2012
Membre du jury de sélection du directeur général d’Auditori Barcelona 2012
Membre du Conseil consultatif de la campagne « We are more » de Culture Action Europe, Bruxelles 2011
Membre de la table ronde des European Festival Leaders, Bruxelles 2010
Représentant du Palais des Beaux-Arts auprès de ASEMUS – Asia-Europe Museum Network 2010
Représentant du Palais des Beaux-Arts auprès de la International Society of Performing Arts (ISPA) et du Réseau Européen de Musique Ancienne (R.E.M.A.)